# Асянь
Ася́нь (тат. Әсән) — деревня в Высокогорском районе  Республики Татарстан. Входит в состав муниципального образования Алан-Бексерское сельское поселение. Основана в конце XVI века. 

## География
Деревня расположена на левом притоке реки Ашит, в 32 километрах к северо-западу от села Высокая Гора.

## Население
| 1782 | 1859 | 1878 | 1897 | 1908 | 1920 | 1926 | 1938 | 1949 | 1958 | 1970 | 1989 | 2000 | 2002 | 2010 | 2017 |
| ---- | ---- | ---- | ---- | ---- | ---- | ---- | ---- | ---- | ---- | ---- | ---- | ---- | ---- | ---- | ---- |
| 75   | 627  | 796  | 850  | 895  | 748  | 879  | 598  | 535  | 359  | 297  | 5    | <10  | 0    | 1    | 3    |

Национальный состав деревни — татары.